# 나쁜 피 (2012년 영화)
나쁜 피는 2012년에 개봉한 대한민국의 영화이다.

## 캐스팅
- 윤주 : 인선 역
- 임대일 : 방준 역
- 설지윤 : 엄마 역
- 유영채 : 진수 역
- 임형국 : 종구 역
- 이미윤 : 방희 역
- 김승기 : 형사 역
- 박진국 : 흥신소 역
- 강효진 : PD 역
- 이종석 : PC방주인 역
- 최시원 : PC방종업원 역
- 장아람 : 간호사 1 역
- 한중대 : 환자 1 역
- 구본승 : 슈퍼주인 역
- 공유석 : 남자 1 역
- 이상근 : 남자 2 역
- 최승일 : 남자 3 역
- 구본승 : 남자 5 역
- 고대환 : 남자 6 역
- 양진억 : 남자 7 역
- 박성일 : 남자 9 역
- 이희석 : 남자 10 역
- 김병찬 : 남자 11 역